# Роберт Јарни
Роберт Јарни (Чаковец, 26. октобар 1968) бивши је хрватски фудбалер и актуелни фудбалски тренер, који тренутно води репрезентацију Хрватске до 19 година.
За репрезентацију Југославије је одиграо 7 утакмица и постигао 1 гол, док је за Хрватску одиграо 81 меч и постигао 1 гол.
Након завршетка своје професионалне фудбалске каријере провео је неколико година играјући футсал, а убележио је и два наступа за репрезентацију Хрватске.

## Каријера
Каријеру је започео у родном граду играјући за тадашњи МТЧ, сада НК Чаковец. Јуна 1985. примећен је од стране скаута сплитског Хајдука, играјући куп утакмицу у Сплиту, где и започиње своју професионалну каријеру фебруара 1986. У редовима „билих“ је провео 5 година, одигравши 128 првенствених мечева на којима је постигао 17 голова, пре него што је 1991. прешао Бари.
Након две сезоне у Барију, 1993. прелази у Торино, где проводи једну сезону пре преласка у редове локалног ривала Јувентуса 1994. У Јувентусу такође остаје само једну сезону (15 утакмица), а 1995. одлази у Шпанији, у Реал Бетис. У Бетису је наступао прилично успешно, одигравши у три сезоне 98 лигашких мечева и постигавши 19 голова.
У лето 1998. првобитно прелази у енглески клуб Ковентри сити за 2,6 милиона фунти. Међутим, кад је Реал Мадрид одлучио да купи играча, успешно га је купио од Ковентри ситија за 4,6 милиона фунти, тако да Јарни за енглески клуб није одиграо ни једну утакмицу. Многи су сумњали да је ово била заједничка тактика Ковентри ситија и Реал Мадрида, пошто је Бетис одбио да га прода Мадридском клубу.
У Реал Мадриду Јарни се борио да добије место у стартној постави и често је добијао мало времена као замена, иако је успео да заврши сезону са 27 утакмица и једним голом у Првој лиги. Лета 1999. прелази у друголигаша Лас Палмас са којим осваја 1. место у Другој лиги и пласман у елитни ранг, па у следећој сезони 2000/01. бележи још 26 наступа и 2 гола у Првој лиги Шпаније. Пошто је изгубио место у стартној постави у Лас Палмасу и пошто није одиграо ни једну утакмицу у првом делу сезоне 2001/02., Јарни 30. јануара 2002. потписује краткорочни уговор до краја сезоне са грчким Панатинаикосом.
У Панатинаикосу је одиграо само 5 првенствених утакмица, као и три утакмице у Лиги шампиона у фебруару и марту 2002.
Након завршетка своје професионалне фудбалске каријере провео је неколико година играјући футсал у МНК Сплит, пре него што је почео тренерску каријеру.

## Репрезентација
Био је члан јуниорске репрезентације Југославије (до 20 година) која је 1987. постала првак света у Чилеу.
За сениорску репрезентацију Југославије је дебитовао 26. маја 1990. у пријатељској утакмици са Шпанијом у Љубљани. Био је део тима на Светском првенству 1990., где је одиграо једну утакмицу. Последњи меч у дресу репрезентације Југославије одиграо је 16. маја 1991. у мечу квалификација за Европско првенство 1992. против Фарских острва (7:0). За репрезентацију Југославије је укупно одиграо 7 утакмица и постигао 1 гол.
Одмах по остамостаљењу Хрватске позван је у репрезентацију, а деби је имао 22. децембра 1990. у пријатељској утакмици са Румунијом (2:0) у Ријеци. Са репрезентацијом је учествовао на Европском првенству 1996. (4 меча), као и на Светском првенству 1998. када је Хрватска освојила бронзану медаљу, а Јарни је играо у свих 7 утакмица. Такође је одиграо сва три меча на Светском првенству 2002., када је Хрватска испала у првом колу, где је и одиграо свој последњи меч у националном дресу 13. јуна против Еквадора (0:1). За репрезентацију Хрватске је укупно одиграо 81 утакмицу и постигао 1 гол, а све до 18. јуна 2006. је држао рекорд за највећи број наступа у репрезентацији Хрватске, када га је престигао Дарио Шимић.

## Тренерска каријера
Своју тренерску каријеру је почео августа 2007. као помоћни тренер Сергија Крешића у Хајдуку Сплит. Ипак 26. октобра 2007, тачно на свој 39. рођендан, након оставке Крешића постао је први тренер Хајдука, али пошто је на крају сезоне завршио на петом месту и чак 30 бодова иза шампиона и главног ривала Динама Загреб, он је ипак 10 дана након завршетка сезоне добио отказ.
4. августа 2010. је постављен за тренера Истре 1961, где је заменио Анте Мишу, који је отпуштен када је клуб изгубио прве две утакмице сезоне 2010/11. 19. септембра 2010. подноси оставку, пошто је забележио два нерешена резултата и четири пораза у шест лигашких утакмица.

## Трофеји

### Хајдук
- Куп Југославије (2) : 1986/87. и 1990/91.

### Јувентус
- Серија А (1) : 1994/95.
- Куп Италије (1) : 1994/95.
- Куп УЕФА : финале 1994/95.

### Реал Мадрид
- Интерконтинентални куп (1) : 1998.